# Styracura pacifica
La raya coluda del Pacífico o chupare del Pacífico (Styracura pacifica) es una especie de raya de la familia Potamotrygonidae. Se ha reportado frente a la costa del Pacífico de Centroamérica desde Oaxaca, México hasta Costa Rica, y también alrededor de las Islas Galápagos. Por lo general, se encuentra en aguas poco profundas sobre llanuras blandas y limosas o fangosas; Se desconoce si esta especie tolera la baja salinidad como el chupare (S. schmardae). Leonard Compagno dudó de la validez taxonómica de esta especie en su Lista de verificación de elasmobranquios vivos de 1999.

## Apariencia
Esta raya alcanza una longitud máxima conocida de 150 cm y un ancho de disco de 60 cm. Tiene un disco de aletas pectorales redondeado y un hocico de ángulo amplio con una pequeña protuberancia en la punta. La cola carece de pliegues en las aletas pero tiene una quilla ventral baja. La superficie dorsal del cuerpo y la cola están cubiertas por dentículos dérmicos ásperos. En la región de los hombros hay grandes tubérculos con cuatro crestas radiales. La cola tiene una espina venenosa.

## Parásitos y comportamiento.
Los parásitos conocidos de esta especie incluyen el nematodo Echinocephalus janzeni y los cestodos Acanthobothroides pacificus y Rhinebothrium geminum. La reproducción es ovovivípara.

## Taxonomía
Se cree que la raya coluda del Pacífico y el chupare del Atlántico son especies hermanas, denominadas en conjunto " Himantura anfiamericana". Las dos especies son morfológicamente similares y comparten tubérculos de hombros de cuatro crestas. En base a los detalles de la musculatura y articulación mandibular, se supone que la Himantura anfiamericana está más estrechamente relacionada con las rayas de río de la familia Potamotrygonidae, en lugar de con las especies de Himantura del Indo-Pacífico. Esto ha dado lugar a la teoría de que tanto la Himantura anfiamericana como las rayas de río descienden de ancestros eurihalinos que vivían a lo largo de la costa norte de América del Sur antes de la formación del Istmo de Panamá. Esta interpretación fue inicialmente cuestionada, ya que la evidencia parasitológica sugiere que las rayas de río están más estrechamente relacionadas con las rayas Urobatis del Pacífico. En 2016, una revisión extensa de " Himantura " basada en morfología y evidencia molecular confirmó la posición de la raya coluda del Pacífico, y fue trasladado al género Styracura (junto con el chupare) en la familia Potamotrygonidae.